# Tolang (Aek Bilah)
Tolang is een bestuurslaag in het regentschap Tapanuli Selatan van de provincie Noord-Sumatra, Indonesië. Tolang telt 763 inwoners (volkstelling 2010).